# Leiocephalus schreibersii
Espèce
Synonymes
- Pristinotus schreibersii Gravenhorst, 1837

Statut de conservation UICN

 LC  : Préoccupation mineure
Leiocephalus schreibersii est une espèce de sauriens de la famille des Leiocephalidae.

## Répartition
Cette espèce est originellement endémique d'Hispaniola. Elle se rencontre à Haïti et dans l'ouest de la République dominicaine.
Elle a été introduite en Floride aux États-Unis.
La sous-espèce L. s. nesomorus se rencontre uniquement sur l'île de la Tortue et L. s. schreibersii se rencontre sur toute la zone de distribution de l'espèce à l'exception de l'île de la Tortue.

## Description
C'est une espèce xérophile vivant dans des milieux arides avec une végétation caractérisée par des cactus et des broussailles épineuses. Elle peut également fréquenter les zones urbaines.

## Liste des sous-espèces
Selon The Reptile Database (23 mars 2013) :
- Leiocephalus schreibersii nesomorus Schwartz, 1968
- Leiocephalus schreibersii schreibersii (Gravenhorst, 1837)

## Étymologie
Cette espèce est nommée en l'honneur de Carl Franz Anton Ritter von Schreibers.

## Publications originales
- (de) Gravenhorst, 1838 "1837" : Beiträge zur genaueren Kenntniss einiger Eidechsengattungen. Nova Acta Academiae Caesareae Leopoldino-Carolinae, vol. 18, p. 712-784 (texte intégral).
- (en) Schwartz, 1968 : The Leiocephalus (Lacertilia, Iguanidae) of Hispaniola. III. Leiocephalus schreibersi, L. semilineatus, and L. pratensis. Journal of Herpetology, vol. 24, no 1/4, p. 39-63.